# مزنتزانا
مزنتزانا (به ایتالیایی: Mesenzana) یک کومونه در ایتالیا است که در استان وارزه واقع شده‌است.

## خصوصیات
مزنتزانا ۴٫۹ کیلومترمربع مساحت و ۱٬۳۱۸ نفر جمعیت دارد و ۳۰۵ متر بالاتر از سطح دریا واقع شده‌است.